# فرضية المنفعة المتوقعة

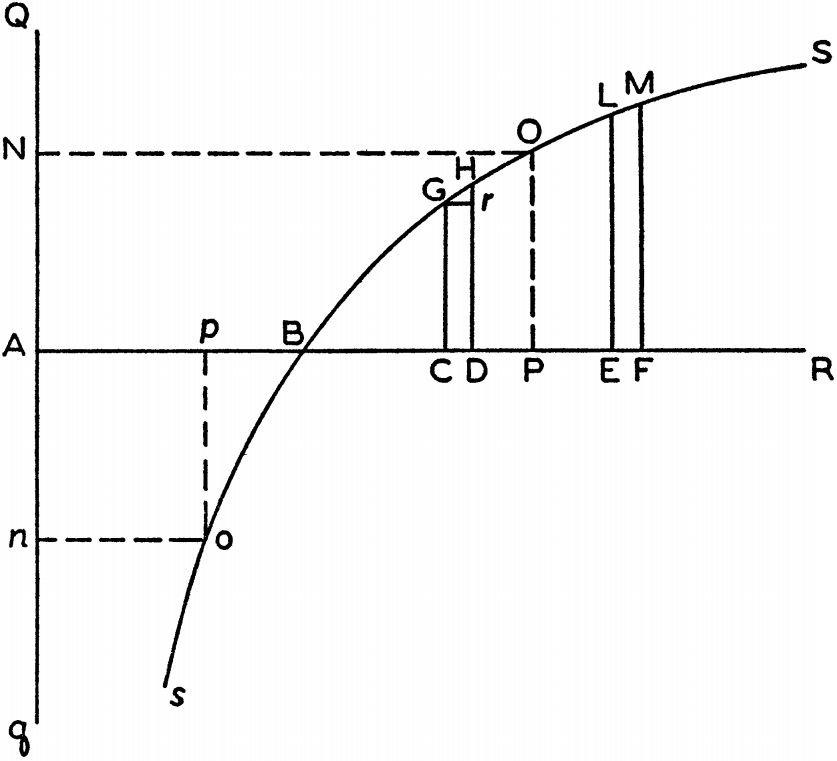

في الاقتصاد وفي نظرية الألعاب ونظرية اتخاذ القرارات، فإن فرضية المنفعة المتوقعة، التي تتعلق بتفضيلات الأشخاص مع الأخذ بعين الاعتبار الخيارات ذات النتائج غير المؤكدة (المقامرة)، تنص على أن القيمة الذاتية المرتبطة بمقامرة الفرد هي التوقعات الإحصائية لتقييم نتائج تلك المقامرة على الفرد نفسه، إذ تختلف هذه التقييمات عن القيمة الدولارية لتلك النتائج. يعتبر تقديم دينييل بيرنولي لمفارقة سانت بطرسبرغ عام 1738 بدايات الفرضية. أثبتت هذه الفرضية أنها مفيدة لشرح بعض الخيارات الشائعة التي يبدو أنها تتعارض مع معيار القيمة المتوقعة (الذي يأخذ في الحسبان أحجام العوائد واحتمالات حدوثها فحسب)، كما هي الحال في المقامرة وقطاع التأمين.
توفر نظرية فون نيومان-مورجنسترن للمنفعة الشروط الضرورية والكافية التي تتماسك في ظلها فرضية المنفعة المتوقعة. منذ وقت مبكر نسبيًا، كان من المقبول أن ينتهك صناع القرار الحقيقيون بعض هذه الشروط في ممارساتهم، لكن، مع ذلك، يمكن تفسير تلك الشروط على أنها «بديهيات» الاختيار العقلاني.
حتى منتصف القرن العشرين، كان المصطلح القياسي للمنفعة المتوقعة هو التوقعات الأخلاقية، مقارنةً بـ «التوقع الحسابي» للقيمة المتوقعة.
واجه بيرنولي فائدة متوقعة من خلال لعب مفارقة سان بطرسبرج. يتضمن هذا التناقض قلب عملة معدنية حتى تهبط على جهة «الشعار». عدد المحاولات المطلوبة حتى نحص على «الشعار» هو ما يعتبر أسًا للرقم 2 ووهو ما تحصل على قيمته بالدولار. ساعدت هذه اللعبة على فهم ما كان الناس على استعداد لدفعه مقابل ما كانوا يتوقعون أن يكسبوه منها.

## معادلة المنفعة المتوقعة
عندما تأخذ الكينونة {\displaystyle x}، التي تؤثر قيمتها البالغة {\displaystyle x_{i}} على منفعة شخصة ما، قيمةً مقتطعة واحدة من مجموعة قيم مقتطعة، تصبح معادلة المنفعة المتوقعة على الشكل التالي:
{\displaystyle E[u(x)]=p_{1}\cdot u(x_{1})+p_{2}\cdot u(x_{2})+...}
يمثل الجانب الايسر من هذه المعادلة التقييم الذاتي للمقامرة ككلّ، وتمثّل {\displaystyle x_{i}} النتيجة المحتملة، و{\displaystyle u(x_{i})} تمثل قيمتها، أما {\displaystyle p_{i}} فتمثل احتمالية حدوثها. يمكن أن يكون هناك إما قيم متناهية لـ{\displaystyle x_{i},}، وبالتالي يصبح لدينا على الجانب الأيمن من المعادلة عدد متناهٍ من المندرجات، أو يكون هناك قيم لا متناهية، وبالتالي يصبح لدينا عدد لا متناهي من المندرجات.
عندما يكون بإمكان {\displaystyle x} أن تأخذ نطاقًا مستمرًا من القيم، يصبح بإمكاننا الحصول على المنفعة المتوقعة من خلال المعادلة التالية:
{\displaystyle E[u(x)]=\int _{-\infty }^{\infty }u(x)f(x)dx,}

## المنفعة المتوقعة الخيارات في ظل المخاطر
في ظل وجود نتائج محفوفة بالمخاطر، لا يختار صانع القرار البشري دائمًا الخيار الذي يقدم قيمة استثمارية أعلى. على سبيل المثال، لنفترض أن هناك خيارًا بين دفعة مضمونة قدرها 1.00 دولار، ومقامرة يكون فيها احتمال الحصول على دفعة 100 دولارًا 1 في 80 والنتيجة البديلة الأكثر احتمالًا ( احتمال حدوثها هو 79 من 80) هي أن تتلقى 0 دولار. القيمة المتوقعة للبديل الأول هي 1.00 دولار والقيمة المتوقعة للبديل الثاني هي 1.25 دولار(100 مقسومة على 80). وفقًا لنظرية القيمة المتوقعة، يجب على الأشخاص اختيار المقامرة بقيمة 100 دولار، فإما تحصل عليها أو لا تحصل على أي شيء. لكن، كما أكدت نظرية المنفعة المتوقعة، فإن بعض الناس يتجنبون المخاطرة بما يكفي لتفضيل النتيجة المضمونة والمؤكدة، على الرغم من انخفاض قيمتها المتوقعة، أما الذين يهوون المخاطرة، فسيختارون الأعلى قيمة حتى وإن كان ذلك يعني ارتفاع المخاطر. هذه سابقة لنظرية المنفعة.

## صياغة بيرنولي
وصف نيكولاس بيرنولي مفارقة سانت بطرسبرغ (التي تنطوي على قيم متوقعة لا نهائية) في عام 1713، ما دفع اثنين من علماء الرياضيات السويسريين إلى تطوير نظرية المنفعة المتوقعة كحل لها. يمكن للنظرية أن تصف أيضًا سيناريوهات أكثر واقعية (حيث تكون القيم المتوقعة نتاهية) بشكل أكثر دقة من القيمة المتوقعة وحدها. في عام 1728، كتب غابرييل كريمر في رسالة إلى نيكولاس برنولي قائلًا: «يقدّر علماء الرياضيات المال بما يتناسب مع كميته، والرجال ذوو الحس السليم بما يتناسب مع استخدامهم لذلك المال».
في عام 1738، نشر ابن عم نيكولاس دانييل بيرنولي وصفًا قانونيًا لهذا الحل في القرن الثامن عشر في «تفسير نظرية جديدة حول قياس المخاطر». اقترح دانييل بيرنولي أنه يجب استخدام وظيفة غير خطية لمنفعة النتيجة بدل استخدام القيمة المتوقعة لها، وهو ما يمثل تجنب المخاطر، حيث تكون علاوة المخاطرة أعلى بالنسبة للأحداث التي تكون احتمالية حدوثها منخفضة الاحتمالية المنخفضة مقارنة بالفرق بين مستوى العائد لنتيجة معينة وقيمته المتوقعة. اقترح بيرنولي كذلك أنه لم يكن هدف المقامر زيادة مكاسبه المتوقعة ولكن بدلًا من ذلك كان يسعى لزيادة لوغاريتم مكاسبه.
كانت ورقة بيرنولي أول إضفاء لطابع رسمي على المنفعة الحدية، والتي لها تطبيقات واسعة في الاقتصاد، إضافة إلى نظرية المنفعة المتوقعة. استخدم هذا المفهوم لإضفاء الطابع الرسمي على الفكرة التي تقول أن نفس المبلغ من المال الإضافي إذا أعطي لشخص ثري، ستكون فائدته عليه أقل من فائدته فيما لو أعطي لشخص فقير.

## القيمة المتوقع اللا نهائية، مفارقة سانت بطرسبرغ
تنشأ مفارقة سانت بطرسبرغ (التي سميت على اسم المجلة التي نُشرت فيها ورقة بيرنولي) عندما لا يكون هناك حد أعلى للمكافآت المحتملة من الأحداث ذات احتمالية الحدوث المنخفضة للغاية. بما أن بعض وظائف التوزيع الاحتمالي لها قيمة متوقعة لا نهائية، فإن الشخص الساعي لزيادة الثروة المتوقعة إلى أقصى حد ممكن سيدفع مبلغًا كبيرًا محدودًا ليأخذ هذه المقامرة. لا يفعل الناس ذلك في الحياة الواقعية.
اقترح بيرنولي حلًا لهذه المفارقة في ورقته: دالة المنفعة المستخدمة في الحياة الواقعية تعني أن الفائدة المتوقعة للمقامرة محدودة، حتى إن كانت المنفعة المتوقعة من تلك المقامرة لا نهائية. (وهكذا افترض أن المنفعة الحدية تتقلص كلما زادت مبالغ المال). حلها اقتصاديون آخرون بشكل مختلف من خلال اقتراح تجاهل الأحداث ذات الاحتمالية المنخفضة جدًا، أو من خلال مراعاة الموارد المحدودة للمشاركين، أو من خلال ملاحظة أنه ببساطة لا يمكن شراء ما ليس معروضًا للبيع (وأن البائعين لن ينتجوا أوراق اليانصيب إذا كانت خسارتهم المتوقعة فيها غير مقبولة).